# شرکت کریر
کریر گلوبال کورپوریشن (به انگلیسی: Carrier Global Corporation) یک شرکت چندملیتی آمریکایی است که بزرگترین تولیدکننده تأسیسات تهویه مطبوع و سرمایشی-گرمایشی در جهان است. در سال ۲۰۲۴، کریر یک شرکت با ۲۲٫۵ میلیارد دلار فروش بود که بیش از ۵۳۰۰۰ نفر کارمند آن در ۱۶۰ کشور در شش قاره به مشتریان خدمات ارائه می‌دهند.

## تاریخچه
ویلیس هاویلند کریر مخترع تهویه مطبوع، بنیان‌گذار این شرکت است. او در سال ۱۹۰۲ نخستین سامانه تهویه مطبوع خود را طراحی نمود. شرکت در دهه ۱۹۵۰ میلادی با ایجاد انقلابی در حوزه تهویه مطبوع خانگی به اعتبار بالایی دست یافت. تأسیسات تولیدی شرکت کریر در ایندیاناپولیس، تنسی، تگزاس، مکزیک، شارلوت قرار دارند.

## کریر در ایران
شرکت کریر براساس موافقتنامه‌ای در سال ۱۳۵۲، ۵۰% از سهام شرکت سهامی ترموفرمیک را خرید و نام شرکت به کریرترموفریک (سهامی خاص) تبدیل گردید. پس از انقلاب ۱۳۵۷ سهم شرکت کریر به سازمان صنایع ملی واگذار و در سال ۱۳۶۲ نام آن به شرکت صنایع سرماآفرین ایران (سهامی خاص) تغییر داده شد. این شرکت در سال ۱۳۷۰ در سازمان بورس اوراق بهادار تهران پذیرفته شد.

## نرم‌افزارهای شرکت کریر
- Carrier Hourly Analysis Program
- Carrier System Design Loads
- Carrier Building System Optimizer
- Carrier Block Load
- Carrier Refrigerant Piping Design
- Carrier Engineering Economic Analysis